# ایندیاهوما (اکلاهما)
ایندیاهوما(به انگلیسی: Indiahoma) شهری در ایالت اکلاهما کشور ایالات متحده آمریکا است که جمعیت آن در سرشماری سال ۲۰۱۰ میلادی، ۳۴۴ نفر بوده‌است.